# 泉 (名古屋市)
泉（いずみ）は、愛知県名古屋市東区にある地名。現行行政地名は泉一丁目から泉三丁目。住居表示実施済。

## 地理
名古屋市東区南西部に位置する。東は代官町、西は中区、南は東桜、北は東外堀町・上竪杉町・東片端町・飯田町・相生町に接する。

## 歴史

### 町名の由来
人・富・幸が「泉」のごとく湧き出るように発展することを願った命名という。

### 沿革
- 1976年（昭和51年）1月18日 - 以下の通り、東区泉一丁目から同三丁目が成立[1]。
  - 泉一丁目は、中市場町の全域および、上竪杉町・下竪杉町・石町・杉ノ町・高岳町・七小町・東片端町・南外堀町・久屋町・富士塚町・武平町の各一部により成立[1]。
  - 泉二丁目は、飯田町・石町・杉ノ町・高岳町・舎人町・七小町・鍋屋町・東片端町・東新道町・松山町の各一部により成立[1]。
  - 泉三丁目は、相生町・飯田町・小川町・萱屋町・舎人町・七小町・鍋屋町・東新道町・松山町の各一部により成立[1]。
- 1980年（昭和55年）2月10日 - 南外堀町・富士塚町の全域および上竪杉町・武平町・東外堀町・久屋町・東片端町の各一部が泉一丁目に、飯田町・東片端町の各一部が泉二丁目に、相生町・飯田町の各一部が泉三丁目にそれぞれ編入される[1]。

## 世帯数と人口
2019年（平成31年）2月1日現在の世帯数と人口は以下の通りである。
| 丁目     | 世帯数    | 人口     |
| -------- | --------- | -------- |
| 泉一丁目 | 3,640世帯 | 6,011人  |
| 泉二丁目 | 1,597世帯 | 2,555人  |
| 泉三丁目 | 1,388世帯 | 2,376人  |
| 計       | 6,625世帯 | 10,942人 |

### 人口の変遷
国勢調査による人口の推移
| 1995年（平成7年）  | 6,305人  | [ WEB 6 ]  |  |
| 2000年（平成12年） | 6,979人  | [ WEB 7 ]  |  |
| 2005年（平成17年） | 7,985人  | [ WEB 8 ]  |  |
| 2010年（平成22年） | 9,697人  | [ WEB 9 ]  |  |
| 2015年（平成27年） | 11,142人 | [ WEB 10 ] |  |

## 学区
市立小・中学校に通う場合、学校等は以下の通りとなる。また、公立高等学校に通う場合の学区は以下の通りとなる。なお、小・中学校は学校選択制度を導入しておらず、番毎で各学校に指定されている。
| 丁目     | 小学校                                                                              | 中学校                                      | 高等学校 |
| -------- | ----------------------------------------------------------------------------------- | ------------------------------------------- | -------- |
| 泉一丁目 | 名古屋市立東桜小学校 名古屋市立山吹小学校                                           | 名古屋市立冨士中学校                        | 尾張学区 |
| 泉二丁目 | 名古屋市立東桜小学校 名古屋市立山吹小学校                                           | 名古屋市立冨士中学校                        | 尾張学区 |
| 泉三丁目 | 名古屋市立東桜小学校 名古屋市立山吹小学校 名古屋市立東白壁小学校 名古屋市立葵小学校 | 名古屋市立冨士中学校 名古屋市立あずま中学校 | 尾張学区 |

## 交通
- 国道41号（空港線）[2]
- 名古屋高速道路東片端ジャンクション

## 施設

### 泉一丁目
- 名古屋市立第一幼稚園[2]
- 名古屋市消防局東消防署冨士塚出張所[2]
- 楽只美術館

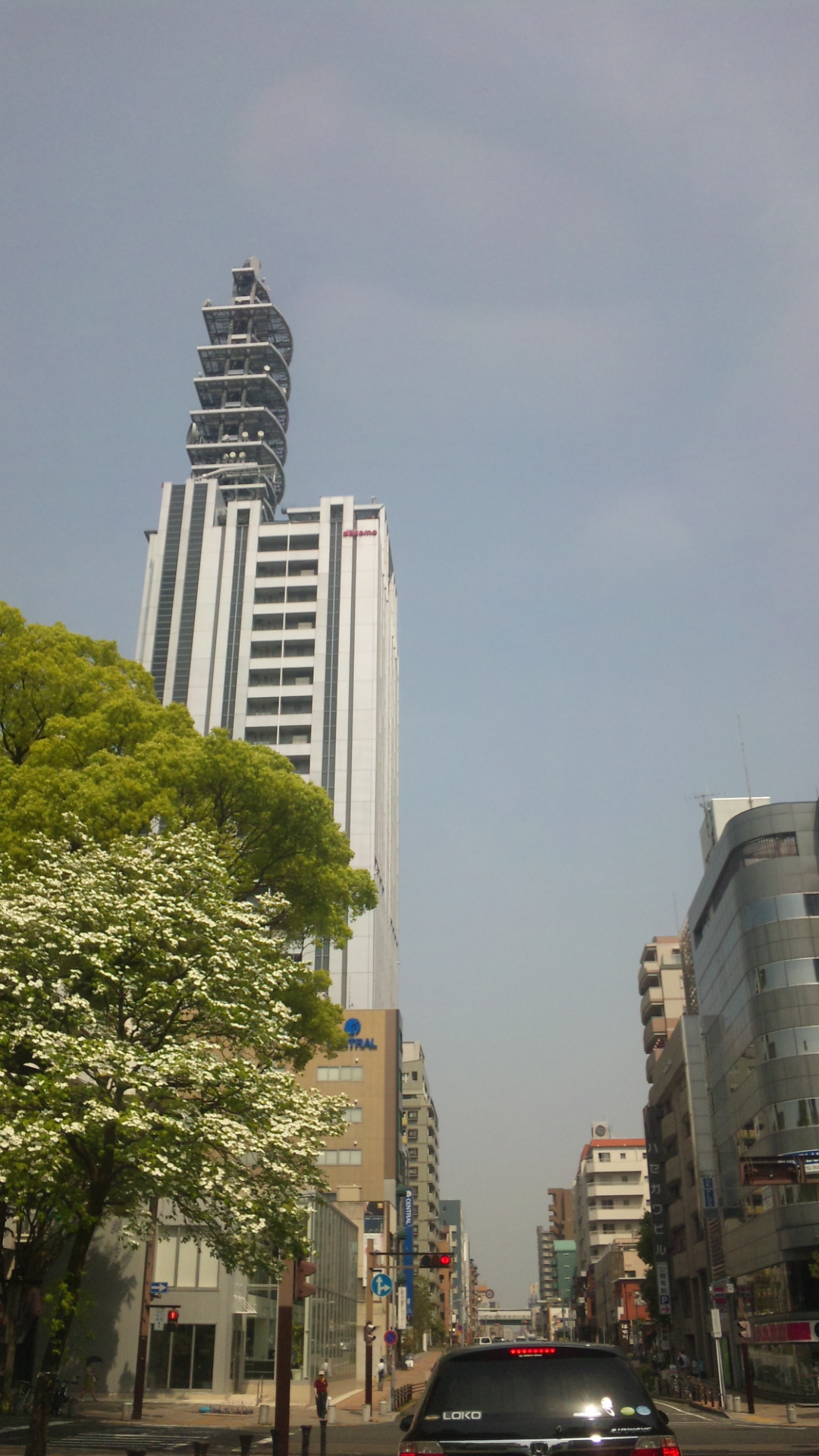
NTTドコモ名古屋ビル
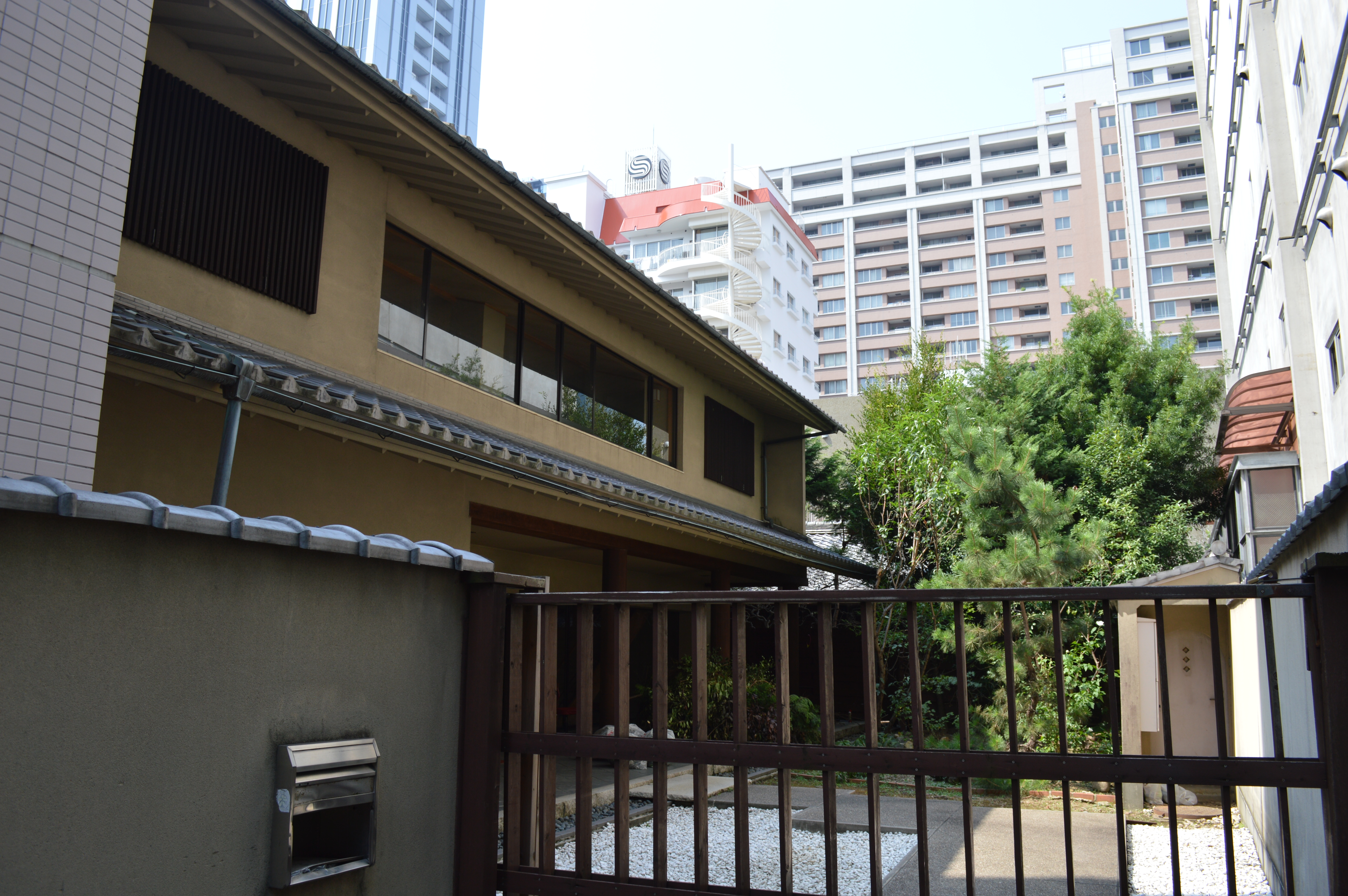
楽只美術館

- トヨタホーム本社
- トヨタシステムズ（登記上の本店）
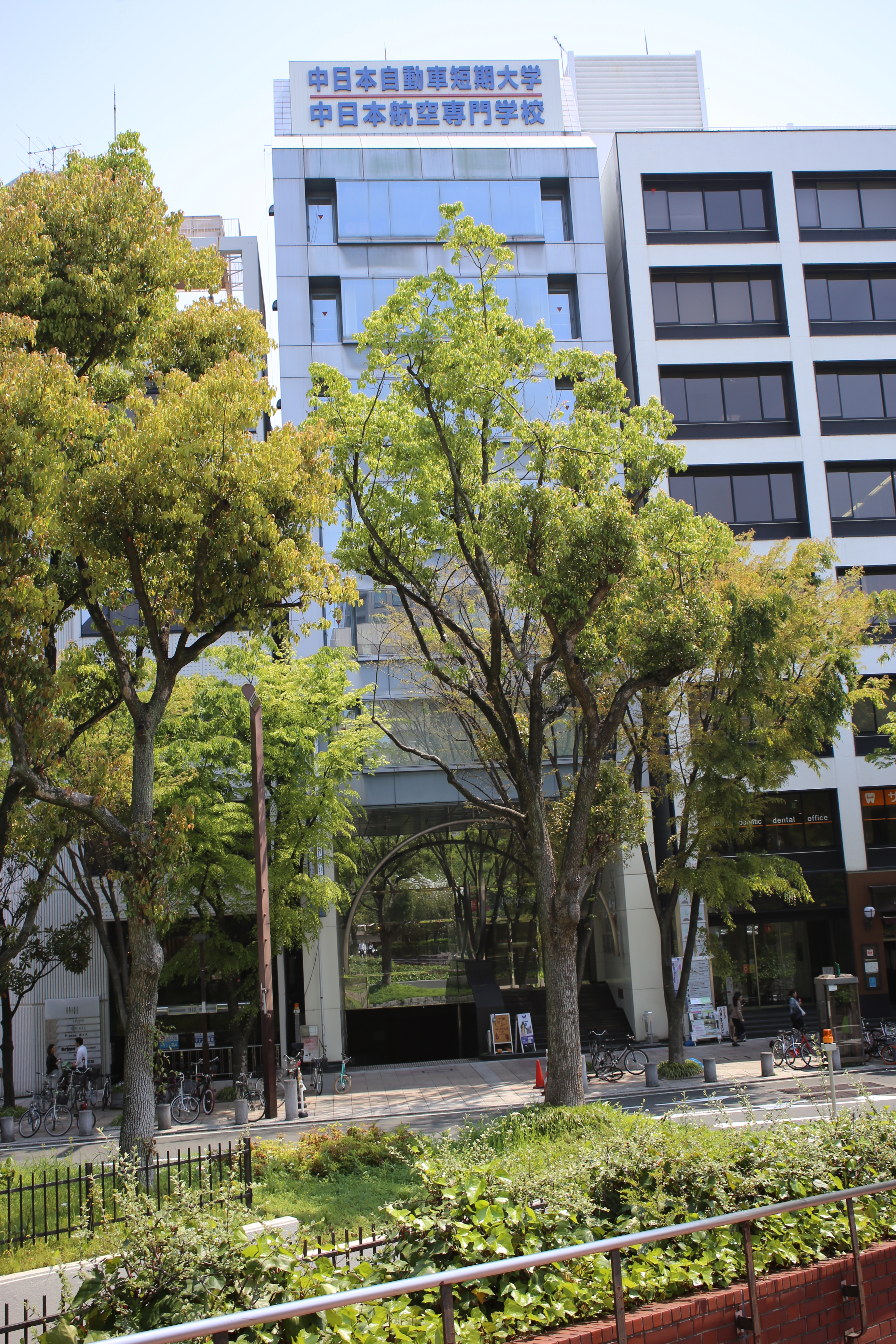
学校法人神野学園本部
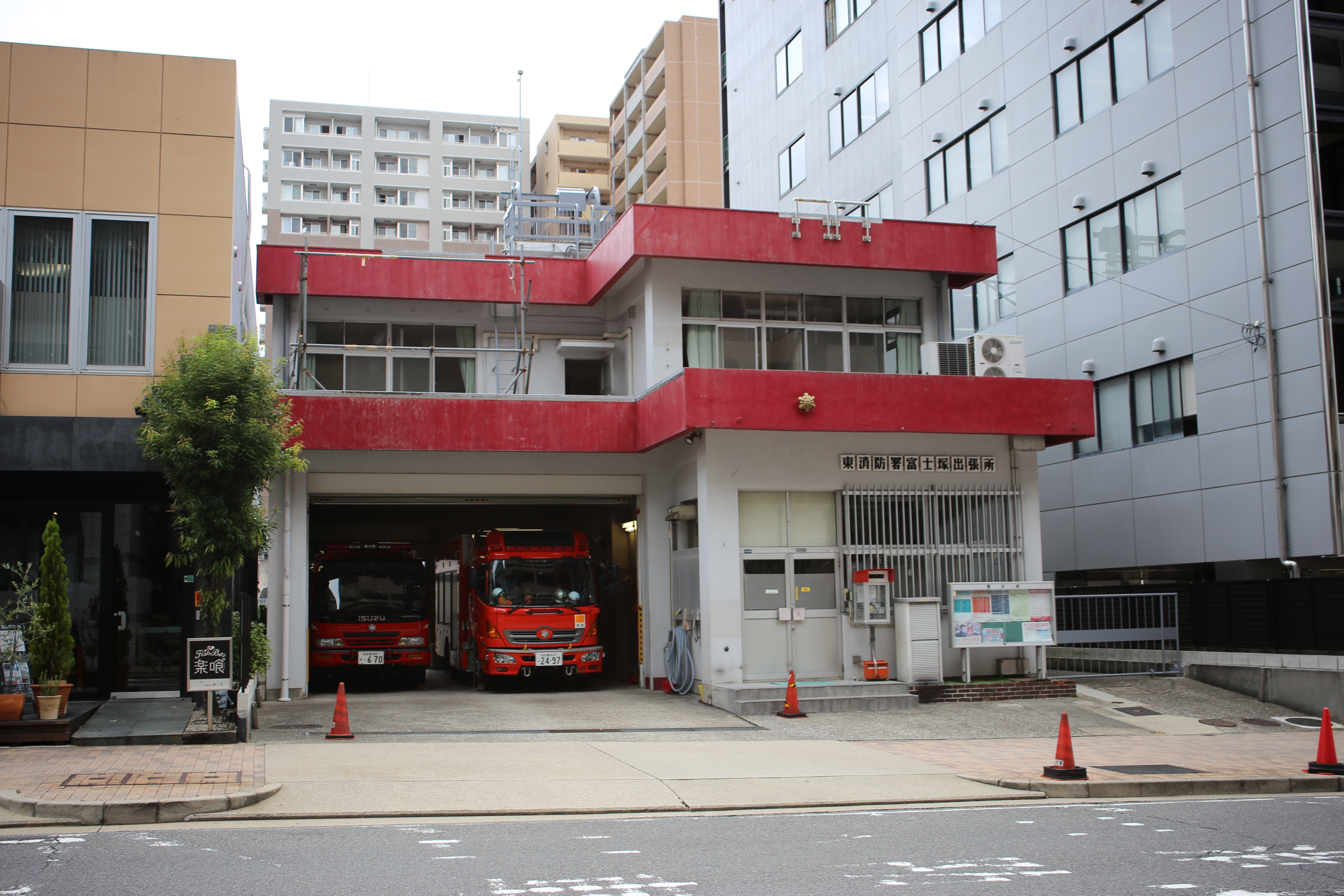
東消防署富士塚出張所
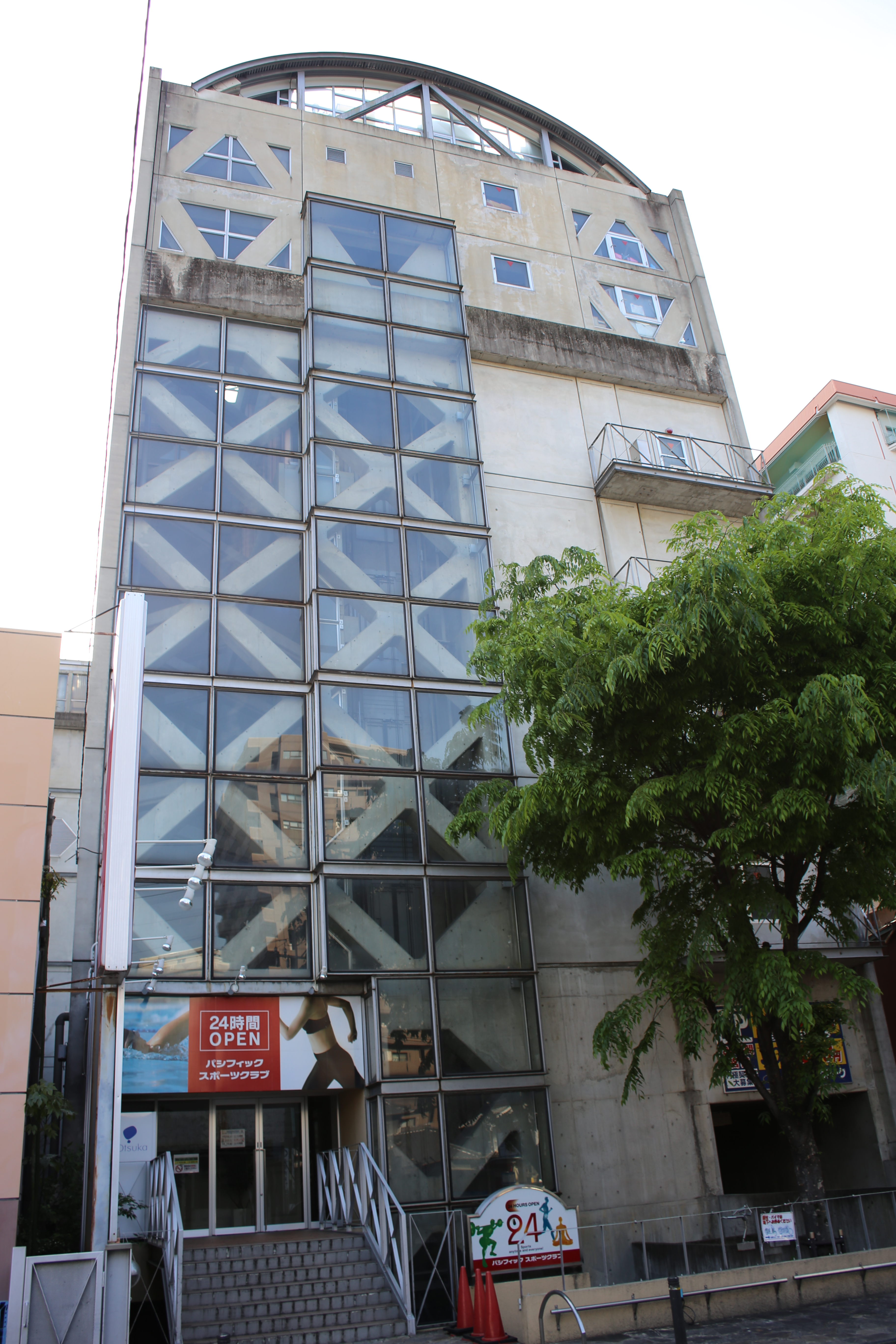
ナゴノ福祉歯科医療専門学校
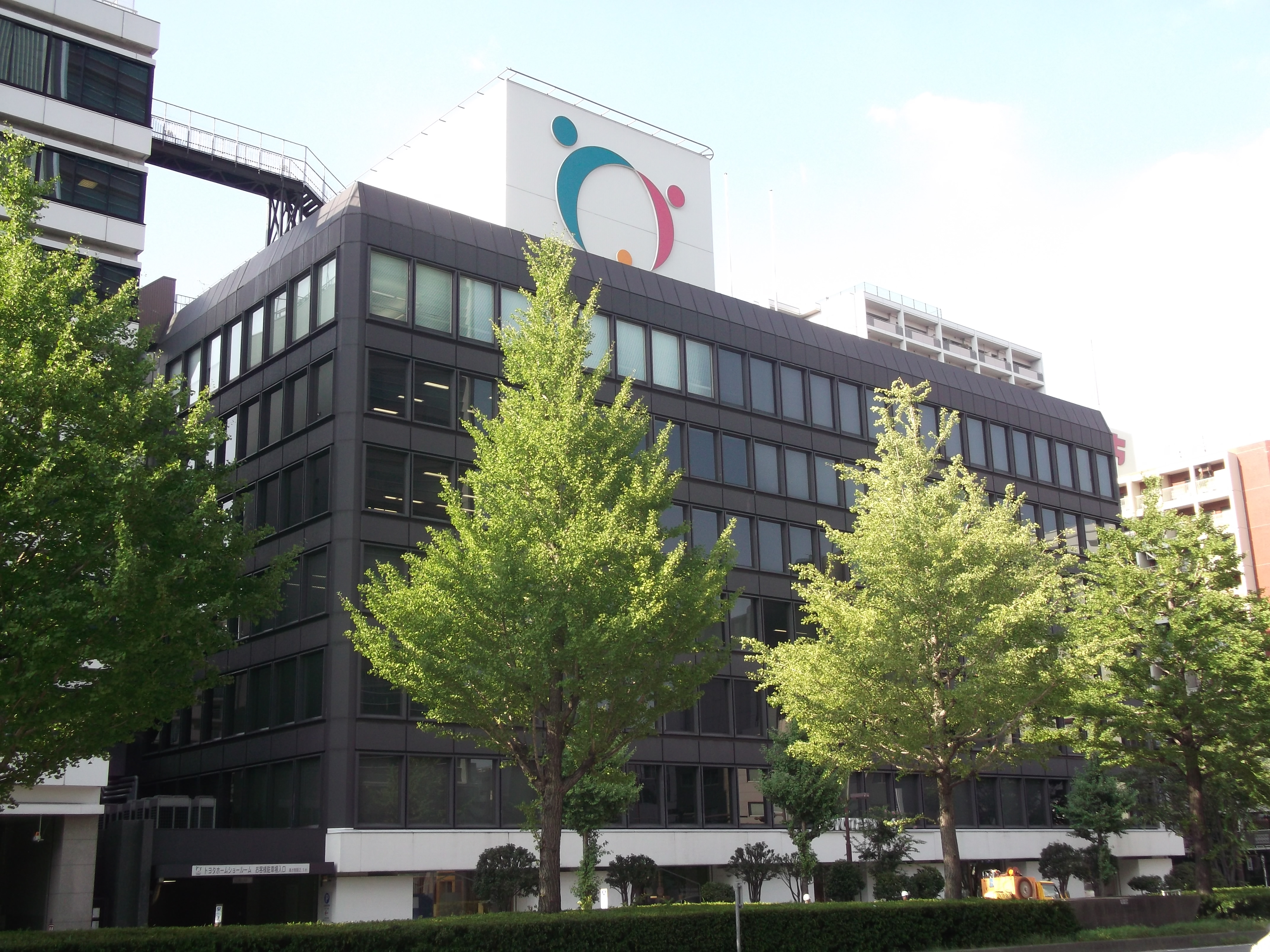
トヨタホーム本社

- 愛知県織物工場跡[2]
- 金刀比羅神社[2]
- 名古屋市教育館

2019年（令和元年）7月、従来は中区錦三丁目に所在したものが新築移転。
- 名古屋東税務署
- 愛知県警察東警察署東桜交番
- 泉富士塚公園

2004年（平成16年）4月1日供用開始。
- 豊田商会武平町工場[4]
- 武平町くすの木児童遊園地[WEB 15]
- 杉ノ町どんぐりひろば[WEB 16]
- 東片端どんぐりひろば[WEB 16]
- 下竪どんぐりひろば[WEB 16]

- NTTドコモ名古屋ビル
- 楽只美術館
- 学校法人神野学園本部
- 東消防署富士塚出張所
- ナゴノ福祉歯科医療専門学校
- トヨタホーム本社

### 泉二丁目

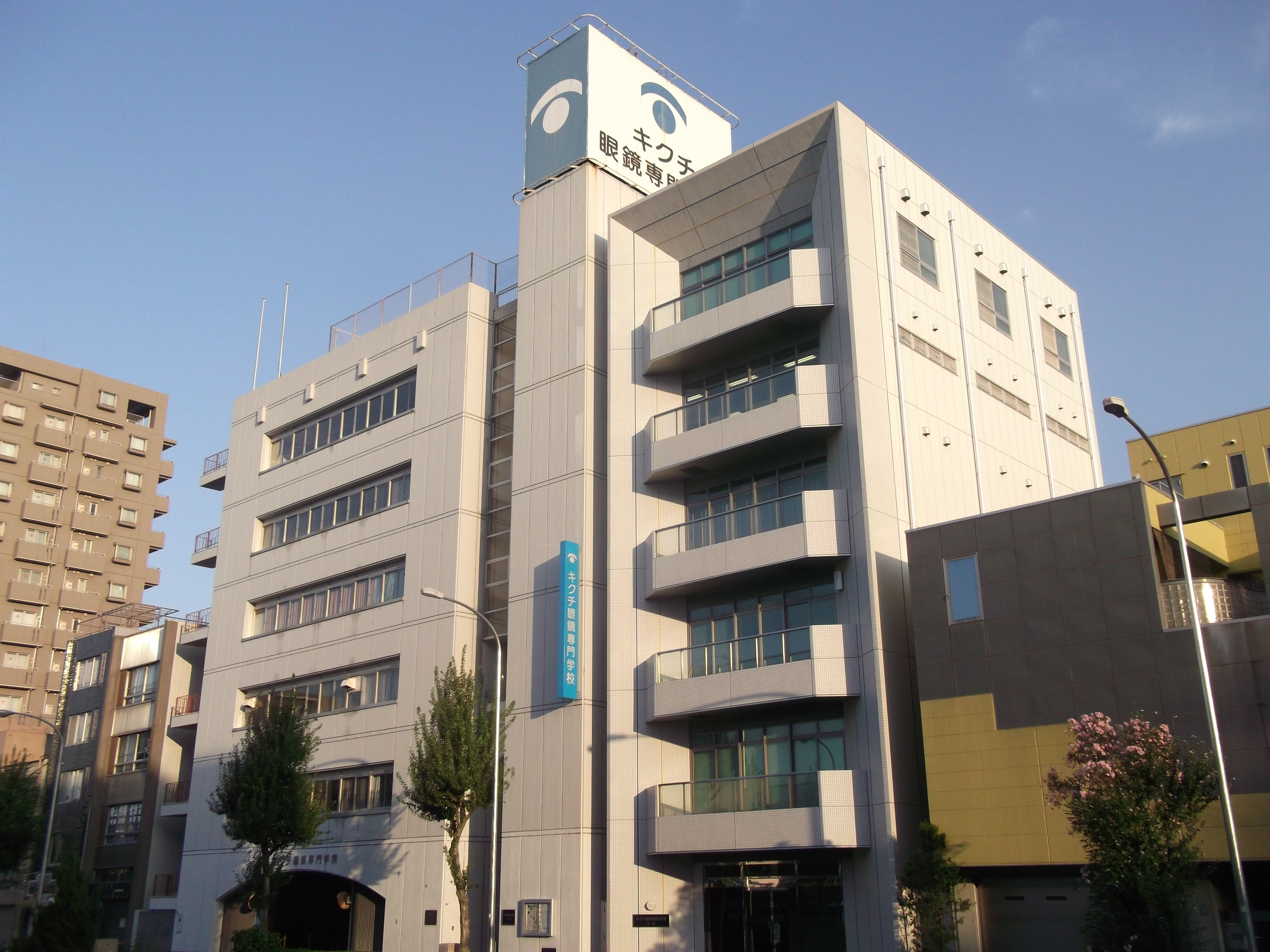
キクチ眼鏡専門学校
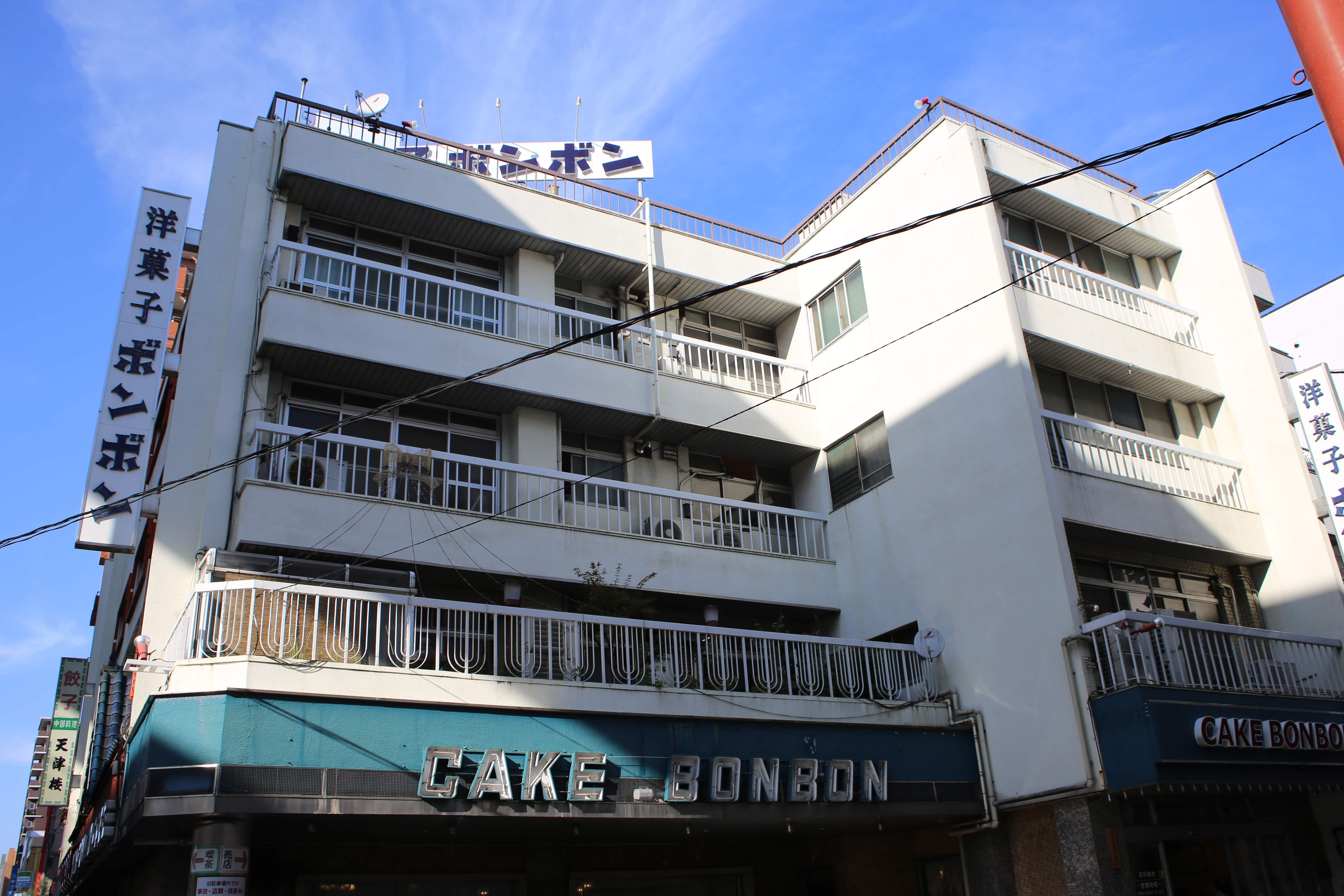
ボンボン

- AOI名古屋病院（旧・名古屋逓信病院）[2]
- 東片端郵便局[2]
- 日刊工業新聞名古屋支局[2]
- ケイティケイ本社
- 七小公園[2]

1956年（昭和31年）10月15日供用開始。
- 水野太郎左衛門鋳物師跡[2]
- 俳人井上士朗宅跡（日蓮宗大光寺）[2]
- 浄土宗高岳院[2]
- 浄土宗遍照院[2]
- 真宗大谷派勝楽寺[2]
- 教順寺
- 名古屋高岳郵便局
- キクチ眼鏡専門学校
- ボンボン
- 鍋屋
- いずみどんぐりひろば[WEB 16]
- 高岳町どんぐりひろば[WEB 16]
- 名古屋市高岳福祉会館・高岳児童館

1971年（昭和46年）11月16日、当時の高岳町2-29に開館。
- キクチ眼鏡専門学校
- ボンボン

### 泉三丁目
- 石昆本社
- 横地薬品本社
- 舎人公園[2]

1956年（昭和31年）10月15日供用開始。
- 松山神社[2]
- 浄土宗貞祖院[2]
- 真宗大谷派養念寺[2]
- 真言宗醍醐派一乗院[2]
- 光照院[2]
- 室寺[2]
- 花咲どんぐりひろば[WEB 16]
- 舎人町どんぐりひろば[WEB 16]

## その他

### 日本郵便
- 郵便番号 : 461-0001[WEB 3]（集配局：名古屋東郵便局[WEB 17]）。

### WEB
1. ↑  “愛知県名古屋市東区の町丁・字一覧”.   人口統計ラボ. 2017年2月11日閲覧。
2. 1 2  “町・丁目(大字)別、年齢(10歳階級)別公簿人口(全市・区別)”.   名古屋市 (2019年2月20日). 2019年3月10日閲覧。
3. 1 2  “郵便番号”.  日本郵便. 2019年3月17日閲覧。
4. ↑  “市外局番の一覧”.   総務省. 2019年1月6日閲覧。
5. 1 2  名古屋市役所市民経済局地域振興部住民課町名表示係 (2015年10月21日). “東区の町名”.   名古屋市. 2017年2月11日閲覧。
6. ↑  総務省統計局 (2014年3月28日). “平成7年国勢調査の調査結果(e-Stat) - 男女別人口及び世帯数 －町丁・字等” (CSV). 2019年4月27日閲覧。
7. ↑  総務省統計局 (2014年5月30日). “平成12年国勢調査の調査結果(e-Stat) - 男女別人口及び世帯数 －町丁・字等” (CSV). 2019年4月27日閲覧。
8. ↑  総務省統計局 (2014年6月27日). “平成17年国勢調査の調査結果(e-Stat) - 男女別人口及び世帯数 －町丁・字等” (CSV). 2019年4月27日閲覧。
9. ↑  総務省統計局 (2012年1月20日). “平成22年国勢調査の調査結果(e-Stat) - 男女別人口及び世帯数 －町丁・字等” (CSV). 2019年4月27日閲覧。
10. ↑  総務省統計局 (2017年1月27日). “平成27年国勢調査の調査結果(e-Stat) - 男女別人口及び世帯数 －町丁・字等” (CSV). 2019年4月27日閲覧。
11. ↑  “市立小・中学校の通学区域一覧”.   名古屋市 (2018年11月10日). 2019年1月14日閲覧。
12. ↑  “平成29年度以降の愛知県公立高等学校（全日制課程）入学者選抜における通学区域並びに群及びグループ分け案について”.   愛知県教育委員会 (2015年2月16日). 2019年1月14日閲覧。
13. ↑  “沿革”.   名古屋市教育センター. 2020年5月7日閲覧。
14. 1 2 3  “都市公園の名称、位置及び区域並びに供用開始の期日” (2019年5月1日). 2019年11月3日閲覧。
15. ↑  名古屋市役所 子ども青少年局子育て支援部子育て支援課子育て支援係 (2017年11月15日). “千種区の児童遊園地一覧”.   名古屋市. 2019年12月28日閲覧。
16. 1 2 3 4 5 6 7  名古屋市役所 子ども青少年局子育て支援部子育て支援課子育て支援係 (2017年11月15日). “東区のどんぐりひろば一覧”.   名古屋市. 2019年12月27日閲覧。
17. ↑  郵便番号簿 平成29年度版 - 日本郵便. 2019年03月10日閲覧 (PDF)

### 書籍
1. 1 2 3 4 5 6  名古屋市計画局 1992, p. 737.
2. 1 2 3 4 5 6 7 8 9 10 11 12 13 14 15 16 17 18 19 20 21 22 23  「角川日本地名大辞典」編纂委員会 1989, p. 1512.
3. ↑  名古屋市計画局 1992, p. 136.
4. ↑  北見昌郎 2016, p. 33.
5. ↑  東区史編さん委員会 1973, p. 431.